# Наумов, Олег Владимирович
Оле́г Влади́мирович Нау́мов (род. 1978) — рядовой Вооружённых Сил Российской Федерации, совершивший 26 января 1998 года массовое убийство в военной части в посёлке Победино Смирныховского района Сахалинской области, жертвами стали шесть солдат и один прапорщик. В мае 2001 года судом Дальневосточного военного округа приговорён к пожизненному лишению свободы. 17 января 2002 года Верховный Суд Российской Федерации утвердил пожизненный приговор в отношении Наумова.

## Биография

### Детство и юность
Родился в декабре 1978 года.
Проживал в городе Асбест Свердловской области, учился в школе рабочей молодёжи, работал санитаром в службе скорой медицинской помощи. В 1995 году встал на воинский учёт, в декабре 1996 года прошел военно-медицинскую комиссию, признавшую его годным к строевой службе с ограничением по зрению.
После призыва Наумов был распределён в пограничные войска, где прослужил около года, однако в конце декабря 1997 года, предположительно, за некую провинность, был переведён в мотострелковую часть. Подразделение, в котором служил рядовой, охраняло склады с артиллерийскими боеприпасами, расположенные посёлке Победино Смирныховского района Сахалинской области.
У Наумова были напряжённые отношения с сослуживцами, считавшими его «чужаком», между ними часто происходили различные конфликты. Рядового также не устраивало, что окружающие «не признавали в нём лидера». По данным следователей военной прокуратуры, Наумов также был токсикоманом: другие солдаты несколько раз видели, как он дышал парами ацетона, после чего становился «неуравновешенным и вспыльчивым».

### Убийства
26 января 1998 года в 21:00 рядовой Наумов заступил в караул. Примерно через 30 минут он покинул свой пост и направился в караульное помещение. Около входа рядовой взял топор и оглушил им часового, после чего вошёл внутрь и расстрелял из автомата Калашникова дежурного прапорщика Александра Кривоносова и шестерых солдат — Сергея Алиева, Алексея Ханалина, Сергея Бондаренко, Дмитрия Ветрова, Олега Погодина и Владимира Цибулина. Трём находившимся в помещении военнослужащим удалось выпрыгнуть в окно. Закончив стрельбу, Наумов забрал у убитого начальника караула пистолет Макарова, автомат с тремя заряженными магазинами и скрылся.
Вскоре о произошедшем стало известно командованию Сахалинского гарнизона. Был создан совместный штаб по розыску Наумова, который возглавил начальник УВД по Сахалинской области генерал-майор Николай Алексейцев и командир армейского корпуса, в котором служил убийца, генерал-лейтенант Иван Бабичев. Сотрудники милиции блокировали все дороги, а также морские порты и аэропорт. О случившемся проинформировали и сотрудников УВД по Свердловской области, откуда был родом Наумов.

### Арест, следствие и суд
Около 5 часов утра 27 января Наумов был найден и задержан сотрудниками милиции в заброшенном сарае на окраине поселка Победино. Сопротивления преступник не оказал. После он был направлен на гауптвахту в Южно-Сахалинск.
Расследованием убийств, которое длилось более трёх лет, занимались сотрудники прокуратуры Дальневосточного военного округа, а также специальная комиссия Министерства обороны. В своих показаниях Наумов утверждал, что совершить преступление его побудили издевательства и унижения со стороны сослуживцев, однако данная информация подтверждений не нашла.
22 мая 2001 года военный суд Дальневосточного военного округа приговорил Наумова к пожизненному лишению свободы с отбыванием наказания в колонии особого режима. Приговор был оспорен, однако 17 января 2002 года военная коллегия Верховного Суда Российской Федерации, рассмотрев кассационную жалобу, оставила его без изменений.